# コンファインド効果
コンファインド効果（コンファインドこうか）は、コンクリートを軸圧縮する際、これを帯鉄筋（螺旋鉄筋）や鋼管で囲むことにより耐力や靱性が向上する現象である。拘束効果とも呼ばれる。
confinedは「閉じ込められた」という意味であり、コンファインド効果を期待できる帯鉄筋や鋼管に囲まれたコアコンクリートはコンファインド・コンクリートと呼ばれる。
コンクリートに軸圧縮力が作用し内部の微細ひび割れが進展すると、コンクリートの体積は膨張する。螺旋鉄筋柱やCFT柱に軸圧縮力が作用すると、内部のコンクリートの膨張（すなわち微細ひび割れの進展）を妨げるような拘束力が作用するため、無拘束のコンクリートに比べて耐力が上昇する。